# Vuelta a España 1956
La 11.ª edición de la Vuelta a España se disputó del 26 de abril al 13 de mayo de 1956, con un recorrido de 3531 km dividido en 17 de etapas, dos de ellas dobles, con inicio y fin en Bilbao.
Tomaron la salida 90 corredores repartidos en 9 equipos, de los que lograron acabar la prueba tan solo 40 ciclistas. 
El vencedor, Angelo Conterno, cubrió la prueba a una velocidad media de 33,426 km/h y se convirtió en el primer italiano en ganar la Vuelta ciclista a España, lográndolo con una de las diferencias más reducidas de la historia ya que aventajó en tan solo 13 segundos a Jesús Loroño.
Rik Van Steenbergen, ganador de seis etapas, se impuso en la clasificación por puntos mientras que Nino Defilippis hizo lo propio en la de la montaña.
Solo hubo cuatro victorias españolas en la carrera, tres de ellas del velocista Miguel Poblet.

## Etapas
| Etapa | Recorrido              | Km       | Ganador             | Líder               |
| 1.ª   | Bilbao-Santander       | 203      | Rik Van Steenbergen | Rik Van Steenbergen |
| 2.ª   | Santander-Oviedo       | 248      | Angelo Conterno     | Angelo Conterno     |
| 3.ª   | Oviedo-Valladolid      | 175      | Miguel Poblet       | Angelo Conterno     |
| 4.ª   | Valladolid-Madrid      | 212      | Claude Le Ber       | Angelo Conterno     |
| 5.ª   | Madrid-Albacete        | 241      | Miguel Poblet       | Angelo Conterno     |
| 6.ª   | Albacete-Alicante      | 227      | Miguel Poblet       | Angelo Conterno     |
| 7.ª   | Alicante-Valencia      | 182      | Rik Van Steenbergen | Angelo Conterno     |
| 8.ª   | Valencia-Tarragona     | 249      | Rik Van Steenbergen | Angelo Conterno     |
| 9.ª   | Tarragona-Barcelona    | 163      | Hugo Koblet         | Angelo Conterno     |
| 10.ªa | Barcelona              | 21 (CRE) | Francia             | Angelo Conterno     |
| 10ªb  | Barcelona-Tárrega      | 112      | Gilbert Bauvin      | Angelo Conterno     |
| 11.ª  | Tárrega-Zaragoza       | 238      | Rik Van Steenbergen | Angelo Conterno     |
| 12.ª  | Zaragoza- Bayona       | 274      | Giancarlo Astrua    | Angelo Conterno     |
| 13.ªa | Bayona-Irún            | 43 (CRI) | Claude Le Ber       | Angelo Conterno     |
| 13.ªb | Irún-Pamplona          | 111      | Roger Walkowiak     | Angelo Conterno     |
| 14.ª  | Pamplona-San Sebastián | 195      | Rik Van Steenbergen | Angelo Conterno     |
| 15.ª  | San Sebastián-Bilbao   | 225      | Nino Defilippis     | Angelo Conterno     |
| 16.ª  | Bilbao-Vitoria         | 207      | Benigno Azpuru      | Angelo Conterno     |
| 17.ª  | Vitoria-Bilbao         | 190      | Rik Van Steenbergen | Angelo Conterno     |

## Clasificaciones
En esta edición de la Vuelta a España se diputaron cuatro clasificaciones que dieron los siguientes resultados:
| \| 1. \| Angelo Conterno \| Italia \| 105h 37' 52s \| \| \| 2. \| Jesús Loroño \| España \| + 13" \| \| \| 3. \| Raymond Impanis \| Bélgica \| + 1' 54" \| \| \| 4. \| Federico Martín Bahamontes \| España \| + 3' 27" \| \| \| 5. \| Rik Van Steenbergen \| Bélgica \| + 7' 48" \| \| \| 6. \| Miguel Chacón \| España \| + 8' 30" \| \| \| 7. \| Gilbert Bauvin \| Francia \| + 19' 18" \| \| \| 8. \| Brian Robinson \| Reino Unido \| + 20' 36" \| \| \| 9. \| José Serra \| España \| + 23' 38" \| \| \| 10. \| Manuel Rodríguez \| España \| + 24' 55" \| \| |                            |             |              |  |
| 1. | Angelo Conterno            | Italia      | 105h 37' 52s |  |
| 2. | Jesús Loroño               | España      | + 13"        |  |
| 3. | Raymond Impanis            | Bélgica     | + 1' 54"     |  |
| 4. | Federico Martín Bahamontes | España      | + 3' 27"     |  |
| 5. | Rik Van Steenbergen        | Bélgica     | + 7' 48"     |  |
| 6. | Miguel Chacón              | España      | + 8' 30"     |  |
| 7. | Gilbert Bauvin             | Francia     | + 19' 18"    |  |
| 8. | Brian Robinson             | Reino Unido | + 20' 36"    |  |
| 9. | José Serra                 | España      | + 23' 38"    |  |
| 10. | Manuel Rodríguez           | España      | + 24' 55"    |  |

| \| 1. \| Rik Van Steenbergen \| Bélgica \| 98 puntos \| \| 2. \| Gilbert Bauvin \| Francia \| 187 puntos \| \| 3. \| Angelo Conterno \| Italia \| 231 puntos \| |                     |         |            |
| 1. | Rik Van Steenbergen | Bélgica | 98 puntos  |
| 2. | Gilbert Bauvin      | Francia | 187 puntos |
| 3. | Angelo Conterno     | Italia  | 231 puntos |

| \| 1. \| Nino Defilippis \| Italia \| 26 puntos \| \| 2. \| Federico Martín Bahamontes \| España \| 19 puntos \| \| 3. \| Antonio Suárez \| España \| 17 puntos \| |                            |        |           |
| 1. | Nino Defilippis            | Italia | 26 puntos |
| 2. | Federico Martín Bahamontes | España | 19 puntos |
| 3. | Antonio Suárez             | España | 17 puntos |

| \| 1. \| ESPAÑA \| \| \| 316h 33' 46s \| |        |                   |  |              |
| 1.                                       | ESPAÑA | Bandera de España |  | 316h 33' 46s |